# Hispano-Suiza 12X
El Hispano-Suiza 12X era un motor aeronáutico producido por la firma Hispano-Suiza para propulsar varios tipos de aviones del Armée de l'air francés durante los años treinta. El 12X, era un diseño de 12 cilindros en V y refrigeración líquida, se utilizó en varios tipos de aviones, algunos de ellos, operados en cantidades limitadas durante la Segunda Guerra Mundial. Debido a su limitada potencia, su derivado, el más potente Hispano-Suiza 12Y, lo reemplazará y se convertirá en uno de los diseños de motores de aviación franceses de mayor potencia y con el consiguiente éxito durante el periodo de entreguerras. 

## Variantes
Datos tabulados de: Lage, 2004
| Modelo           | Año  | Compresión | Potencia (hp) | @ r. p. m. | Potencia T-O (hp) | Reducción de salida | Altitud óptima del sobrealimentador (m) | Peso (kg) | Observaciones                                                                                                  |  |
| ---------------- | ---- | ---------- | ------------- | ---------- | ----------------- | ------------------- | --------------------------------------- | --------- | --- |  |
| 12Xbr (500 hp)   | 1932 | 6.4        | 610           | 2200       | 610               | 1.5                 | 0                                       | 355       | Sin sobrealimentador. Potencia real: 500 hp, inferior a 610 hp nominales                                       |  |
| 12Xbrs (500 hp)  | 1932 | 5.8        | 650           | 2650       | 600               | 1.5                 | 4000                                    | 370       | Potencia real: 500 hp inferior a 650 hp nominales                                                              |  |
| 12Xbrg (500 hp)  | 1932 | 5.8        | 715           | 2650       | 670               | 1.5                 | 2000                                    | 370       | Potencia real: 500 hp inferior a los 650 hp nominales                                                          |  |
| 12Xbr (600 hp)   | 1934 | 6.4        | 600           | 2200       | 630               | 1.5                 |                                         | 355       | Para esta y todas las entradas posteriores en ambas tablas, Potencia real igual a la potencia nominal indicada |  |
| 12Xbrs (690 hp)  | 1934 | 5.8        | 690           | 2600       | 660               | 1.5                 | 4500                                    | 370       | |  |
| 12Xbrs1 (720 hp) | 1934 | 5.8        | 720           | 2600       | 704               | 1.5                 | 2750                                    | 370       | |  |
| 12Xdrs           | 1935 | 5.8        | 690           | 2600       | 670               | 1.5                 | 4000                                    | 370       | Giro a la izda.                                                                                                |  |
| 12Xfrs           | 1935 | 5.8        | 690           | 2600       | 670               | 1.5                 | 4000                                    | 370       | Giro a dcha.                                                                                                   |  |
| 12Xgrs           | 1935 | 5.8        | 690           | 2600       | 670               | 1.5                 | 4000                                    | 370       | Hélice Hamilton Standard, giro a la dcha.                                                                      |  |
| 12Xgrs1          | 1937 | 5.8        | 720           | 2600       |                   | 1.5                 | 2100                                    | 370       | Hélice Hamilton, giro a la dcha                                                                                |  |
| 12Xhrs           | 1935 | 5.8        | 690           | 2600       | 670               | 1.5                 | 4000                                    | 370       | Hélice Hamilton, giro a la izda.                                                                               |  |
| 12Xhrs1          | 1937 | 5.8        | 720           | 2600       |                   | 1.5                 | 2100                                    | 370       | Hélice Hamilton, giro a la izda.                                                                               |  |
| 12Xirs           | 1935 | 5.8        | 690           | 2600       | 670               | 1.5                 | 4000                                    | 370       | Hélice de brida plana con giro a izda.                                                                         |  |
| 12Xjrs           | 1935 | 5.8        | 690           | 2600       | 670               | 1.5                 | 4000                                    | 370       | Hélice de brida plana con giro a dcha.                                                                         |  |

| Modelo          | Año  | Compresión | Potencia (hp) | @ r. p. m. | Potencia T-O (hp) | Reducción de salida | Altitud óptima del sobrealimentador (m) | Peso (kg) | Observaciones           |  |
| --------------- | ---- | ---------- | ------------- | ---------- | ----------------- | ------------------- | --------------------------------------- | --------- | ----------------------- |  |
| 12Xcrs (690 hp) | 1934 | 5.8        | 690           | 2600       | 660               | 1.5                 | 4,500                                   | 380       |                         |  |
| 12Xers          | 1934 | 5.8        | 690           | 2600       | 660               | 1.5                 | 4500                                    | 380       | Hélice de paso variable |  |
| 12Xirs          | 1937 | 5.8        | 690           | 2600       | 660               | 1.5                 | 3900                                    | 385       | Hélice giro a izda.     |  |
| 12Xjrs          | 1937 | 5.8        | 690           | 2600       | 660               | 1.5                 | 3900                                    | 385       | Hélice giro a dcha.     |  |
| 12Xirs1         | 1937 | 5.8        | 720           | 2600       | 738               | 1.5                 | 2100                                    | 385       | Hélice giro a izda.     |  |
| 12Xjrs1         | 1937 | 5.8        | 720           | 2600       | 738               | 1.5                 | 2100                                    | 385       | Hélice giro a dcha.     |  |
| 12X 13          | 1937 |            | 690           | 2600       | 738               | 1.5                 | 3900                                    | 371       |                         |  |

Hispano-Suiza 12Xrs

## Aplicaciones
- Bernard 260 (12Xbrs)
- Blériot-SPAD S.510 (12Xbrs)
- Dewoitine D.500/501/503 (12Xbrs/Xcrs)
- Hanriot H.110 (12Xbrs)
- Hawker Spanish Fury (12Xbrs)
- Hawker Spanish Osprey (12Xbrs)
- Loire 102 (12Xirs)
- Loire 130 (12Xirs)
- Loire-Nieuport LN.40/401/411 (12Xcrs)
- Lioré et Olivier LeO H-246 (12Xirs)
- Mitsubishi A5M3-ko (12Xcrs)
- Morane-Saulnier M.S.227 (12Xcrs)
- Nakajima Ki-12 (12Xcrs)
- Potez 540 (12Xirs)
- Potez 650 (12Xgrs1/Xhrs1)

## Especificaciones técnicas (12Xcrs)
Características generales
- Tipo: Motor V12 doce cilindros a 60° sobrealimentado refrigerado por líquido
- Diámetro: 130 mm
- Carrera: 170 mm
- Cilindrada: 27 l
- Longitud: 1,577 m
- Ancho: 72,6 cm
- Altura: 90,4 cm
- Peso en seco: * 380 kg

Componentes
- Tren de válvulas: Árbol de levas en cabeza con dos válvulas por cilindro
- Sobrealimentador: Centrífugo de una sola velocidad accionado por engranajes, relación de transmisión de 10:1
- Sistema de combustible: Seis carburadores Solex-Hispano

Tipo de combustible: gasolina de 85 octanos
Sistema de refrigeración: refrigerado por líquido
- Engranaje de reducción: Spur recto, 2:3

Actuación
- Potencia de salida
- 486 kW (651 hp) a 2600 rpm al despegue
- 508 kW (681 hp) a 2600 rpm a 4500 m (14 765 pies)
- Potencia específica: 18,81 kW/l
- Relación de compresión: 5,8:1
- Consumo específico de combustible: 328 g/(kW/h)
- Consumo de aceite: 11 g/(kW/h)
- Relación potencia a peso: 1,34 kW/kg